# Klaus Kreuzeder

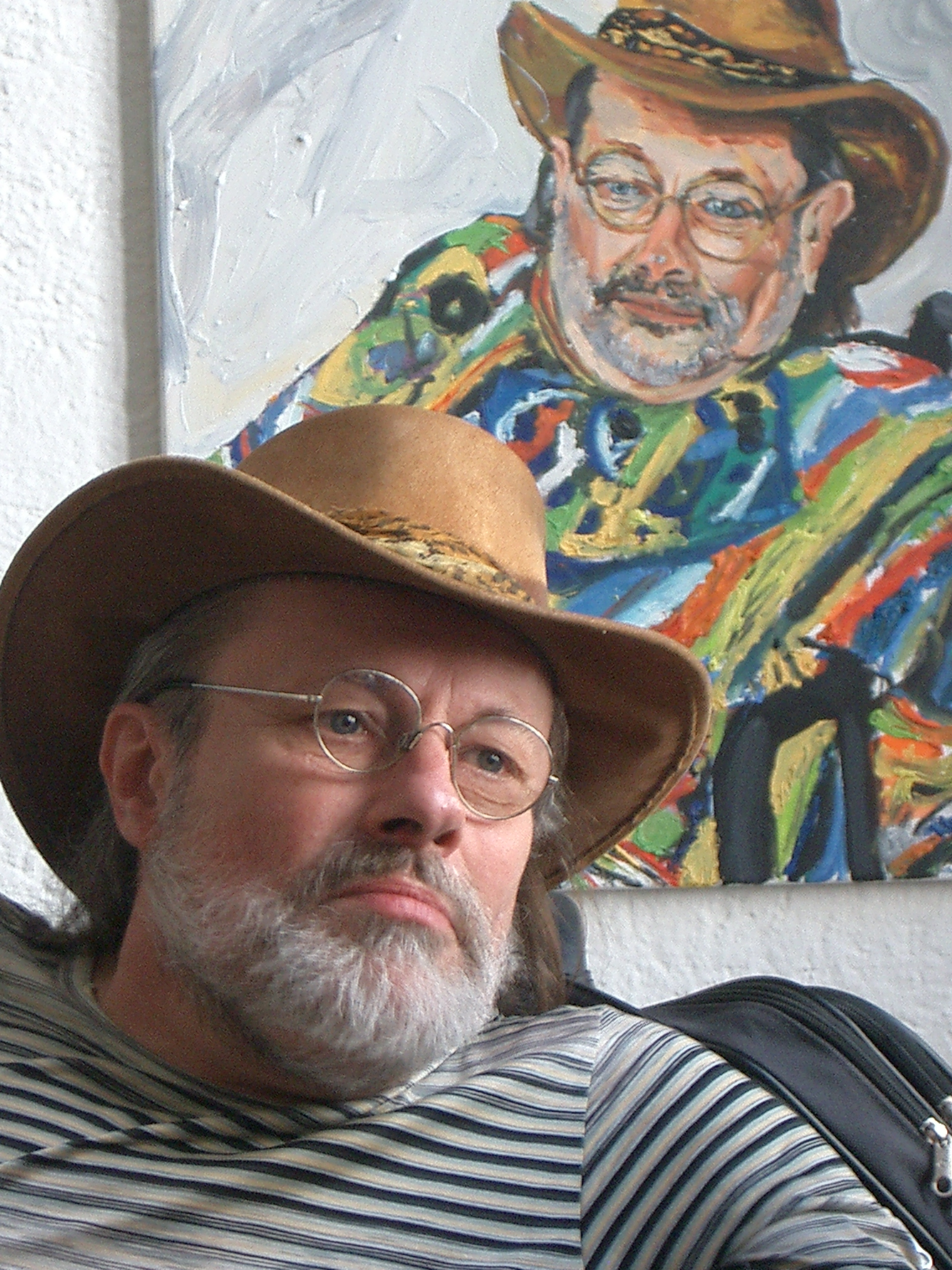
Klaus Kreuzeder 2008 vor seinem Porträt, gemalt von Kai Feldschur

Klaus Kreuzeder (* 4. April 1950 in Forchheim; † 3. November 2014 in München) war ein deutscher Saxophonist.

## Werdegang
Klaus Kreuzeder wurde 1950 in Forchheim geboren und wuchs in Altdorf bei Nürnberg auf. Da er mit anderthalb Jahren an Polio erkrankt war, war er zeitlebens an den Rollstuhl gebunden.
1971 trat er mit Ex Ovo Pro beim Free-Open-Air-Festival in Höhn auf. Ab 1973 gehörte er der von Muck Groh gegründeten Jazzrock-Band Aera an. Als Gründer Groh in den späten 1970er Jahren bei Aera ausstieg, übernahm Kreuzeder die künstlerische und wirtschaftliche Leitung der Band. Er wirkte aber auch bei Grohs Solo-LP von 1979 sowie bei der zweiten LP von Grohs nachfolgender Formation Grotesk von 1982 am Saxofon mit.
Nach dem finanziellen Ruin von Aera wandte sich Kreuzeder im Verlauf der 1980er Jahre aus wirtschaftlicher Not heraus kleineren Projekten zu, wobei er insbesondere die Form des Duos mit Gitarristen für sich entdeckte. Mit Willi Herzinger bildete er ab 1984 ein Straßenmusik-Duo. 1985 wurde der Produzent Steve Leistner auf Kreuzeder aufmerksam. Leistner hatte mit seiner Artrock-Band Wind zehn Jahre zuvor ebenfalls wirtschaftlichen Ruin erlitten und bot an, auf eigene Kosten ein Album des Duos zu produzieren. Da sich kein Label für Kreuzeders Straßenmusik-Projekt fand, gründeten Leistner und Kreuzeder das Label Trick Music, auf dem die meisten von Kreuzeders späteren Veröffentlichungen erschienen. Mit Herzinger spielte Kreuzeder 1987 das Album Sax as sax can ein, das im Folgejahr den Titel für das Instrumental-Duo sax as sax can mit dem Gitarristen Henry Sincigno gab. Das Duo bestand über zehn Jahre. Nach der Trennung von Sincigno bildete Kreuzeder 2001 das Duo Big Little Gig mit dem Sänger und Gitarristen Franz Benton, später in den 2000er Jahren bildete er das Duo Big Bang Orchestra mit dem Gitarristen und Geiger Michael Schmitt. Ab den späten 1980er Jahren bis Ende der 1990er wirkte Kreuzeder außerdem bei verschiedenen New-Age-Produktionen von Oliver Shanti mit.
Ab 2001 trat er in der Band von Miroslav Nemec, bekannt als Kriminalhauptkommissar Ivo Batic aus der Fernsehreihe Tatort, auf, dem er auch freundschaftlich verbunden war. Im Tatort Dreimal schwarzer Kater (2003) hatte Kreuzeder einen Cameo-Auftritt.
Kreuzeder arbeitete auch mit Eberhard Schoener zusammen und trat u. a. mit Sting, Al Jarreau, Stevie Wonder, Jack Bruce, Gianna Nannini, Bill Withers, Konstantin Wecker und Udo Lindenberg auf. Verschiedene Fernsehsender dokumentierten sowohl sein musikalisches Wirken als auch das persönliche Schicksal des Künstlers.
Kreuzeder war in der Behinderten-Bewegung politisch aktiv und trat 1996 zusammen mit Henry Sincigno als Kulturbotschafter bei den Paralympics in Atlanta auf. Auf Wunsch der bayerischen Landtagsfraktion der Grünen gehörte er am 23. Mai 2009 und am 30. Juni 2010 zu den Delegierten der Bundesversammlung, die in Berlin den Bundespräsidenten wählen.
Die Folgen des Post-Polio-Syndroms und eine Krebserkrankung, die in Kombination schwere lebensbedrohliche Zusammenbrüche zur Folge hatten, zwangen Kreuzeder Anfang 2013, seine Karriere als professioneller Musiker aufzugeben. Er arbeitete bis zuletzt als Autor an seiner Autobiografie und einer DVD, deren Veröffentlichung für 2015 geplant war.

## Preise
- Kulturpreis der Stadt München 1986
- Oberbayerischer Kulturpreis 1998
- Life Award für Menschen mit einem Handicap in der Kategorie Lebenswerk 2007
- Schwabinger Kunstpreis 2009
- Kulturpreis der Bayerischen Landesstiftung 2010